# 함양도서관
함양도서관은 경상남도 함양군 소재의 도서관이다.

## 연혁
- 1963년 10월 4일 : 제일본 함양군인회에서 군립도서관 설립기금 600,000원 함양군에 전달
- 1963년 11월 22일 : 개관 (함양초등학교 내 학사루 2층)
- 1964년 1월 1일 : 교육자치제 부활로 관리권이 함양군청에서 함양교육청으로 이관
- 1990년 2월 20일 : 함양읍 운림리 2-1번지 신축도서관 준공
- 1991년 6월 1일 : 신축도서관 개관
- 1996년 2월 2일 : 신본관건물 2층 증축 준공
- 2001년 2월 21일 : 경상남도 평생학습관 지정
- 2003년 11월 13일 : 디지털자료실 개실
- 2007년 4월 17일 : 어린이 자료실 개실

## 이용 안내
이용 시간
- 자료실: 화~토요일 09:00 ~ 18:00 / 일요일 09:00 ~ 17:00
- 열람실: 월요일 09:00 ~ 18:00 / 화~일요일 09:00 ~ 22:00
- 디지털자료실은 일요일에는 휴실

휴관일
- 매주 월요일
- 국경일
- 기타 관장이 공고하는 날